# Tebing Suluh
Tebing Suluh is een bestuurslaag in het regentschap Ogan Komering Ilir van de provincie Zuid-Sumatra, Indonesië. Tebing Suluh telt 5224 inwoners (volkstelling 2010).